# Ріа (Фрібур)
Ріа (фр. Riaz) — громада  в Швейцарії в кантоні Фрібур, округ Грюєр.

## Географія
Громада розташована на відстані близько 50 км на південний захід від Берна, 19 км на південь від Фрібура.
Ріа має площу 7,8 км², з яких на 12,2% дозволяється будівництво (житлове та будівництво доріг), 62% використовуються в сільськогосподарських цілях, 25,7% зайнято лісами, 0,1% не є продуктивними (річки, льодовики або гори).

## Демографія
2019 року в громаді мешкало 2791 особа (+29,6% порівняно з 2010 роком), іноземців було 16,9%. Густота населення становила 360 осіб/км².
За віковим діапазоном населення розподілялося таким чином: 24,2% — особи молодші 20 років, 61,8% — особи у віці 20—64 років, 14% — особи у віці 65 років та старші. Було 1124 помешкань (у середньому 2,5 особи в помешканні).
Із загальної кількості 1226 працюючих 44 було зайнятих в первинному секторі, 135 — в обробній промисловості, 1047 — в галузі послуг.